# 足利輝氏
足利 輝氏（あしかが てるうじ）は、安土桃山時代の武士。第4代古河公方・足利晴氏の四男とされる。
ただし、当時の史料には所見がなく、その実在性や晴氏との関係も含めて不明点が多いとされている。しかし近年、新たに輝氏に関係する史料が見つかったことにより、その実在性が再び指摘されている。

## 生涯
天文13年（1544年）もしくは天文14年頃に生まれた。
永禄年代末期までの動向は詳細不明であるが、兄の義氏とともに北条氏に庇護されていたと考えられている。永禄元年12月から翌年正月の間に、13代将軍・足利義輝より偏諱を受け、輝氏と名乗った。
当初は義氏の後継者的立場にあったが、天正4年（1576年）に義氏の嫡男・梅千代王丸が誕生すると、後継者から外れることになった。翌年、幸手一色氏が輝氏を領内の高野台に迎えて守護するようになった。このとき、輝氏は右馬頭を名乗っていた。天正12年、沼尻の合戦に巻き込まれて死去したという。